# Companies House

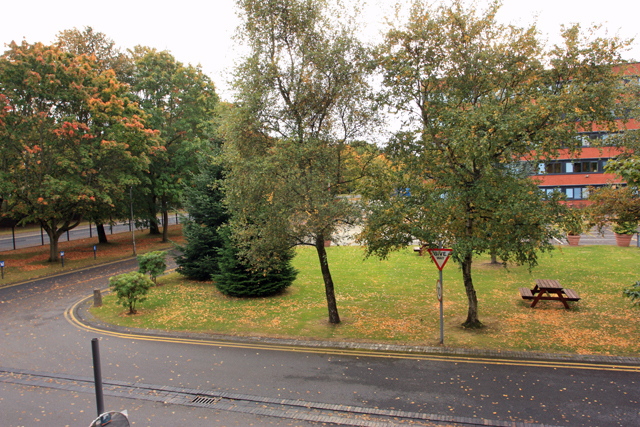
La sede di Companies House presso Cardiff

Nel Regno Unito, Companies House è l'agenzia esecutiva del governo britannico incaricata della tenuta del pubblico registro delle imprese al quale sono tenute a iscriversi tutte le imprese britanniche, o quelle estere con sede o unità locale nel Regno Unito, e altri enti (quali ad esempio fondazioni e associazioni) che esercitano un'attività economica rivolta a terzi. Tutte le aziende iscritte al registro devono necessariamente fornire aggiornamenti periodici, attraverso pubblicizzazione di notizie e documenti quali il bilancio d'esercizio e ldettagli sugli azionisti.
Companies House è stata fondata il 5 settembre 1844 e ha ora sede nella città di Cardiff, nel Galles. Il registro delle imprese è mantenuto in modalità informatica ed è consultabile con modalità telematica e in modo gratuito attraverso il sito ufficiale dell'agenzia governativa.